# Георге Грігалашвілі
Гео́рге Грігалашві́лі — з 15 листопада 2015 року громадянин України, керівник департаменту внутрішньої безпеки Національної поліції України.

## З життєпису
Протягом 2004—2012 років керував патрульною поліцією Грузії (з дня заснування), у 2004—2006 роках — патрульною поліцією Тбілісі, 2006—2012 роки — начальник грузинської патрульної поліції.
На початку серпня 2008 року стояв як очільник загону патрульних поліцейських, котрі намагалися своїми автомобілями перегородити шлях до вторгнення на територію Грузії російським окупантам, що рухалися на танках. 8 танків прорвалися. Чисельність постраждалих поліцейських наразі невідома.
26 жовтня 2012 року написав рапорт про відставку, наступник — Давид Цинаридзе (перемогла «опозиційна партія» «Грузинська мрія»).
У листопаді 2015 року президент Петро Порошенко надав Грігалашвілі українське громадянство для призначення начальником департаменту внутрішньої безпеки Національної поліції. Завданням відомства, яке очолив Грігалашвілі, є боротьба із порушеннями зі сторони поліцейських та з корупцією всередині підрозділу.
30 квітня 2016 року полишив посаду керівника департаменту внутрішньої безпеки Національної поліції. Займатиметься патрульною поліцією та атестаційним процесом.
Одружений, з дружиною виховують двох доньок.